# Morden Colliery Historic Provincial Park
Der Morden Colliery Historic Provincial Park ist ein rund 4 Hektar (ha) großer Provincial Park in der kanadischen Provinz British Columbia. Der Park gehört zu der Gruppe von nur rund 5 % der Provincial Parks in British Columbia, die eine Fläche von 10 ha oder weniger haben.
Abweichend vom vorherrschenden Schutzzweck des Naturschutzes der anderen Provincial Parks sind Historic Provincial Parks Gebiete, die der Erhaltung ihrer historischen Bedeutung für die Provinz gewidmet sind. Seit der Verabschiedung/Änderung des ‚Heritage Conservation Act‘ ([RSBC 1996] CHAPTER 187) wurden diese Provincial Parks jedoch schrittweise bei BC Parks ausgegliedert und als ‚Provincial Heritage Properties‘ der lokalen Verwaltung unterstellt. Aktuell sind nur noch zwei historische Provinzparks übrig. Neben dem Morden Colliery Historic Provincial Park ist dies der Seton Portage Historic Provincial Park.

## Anlage
Der Park im Westen von Vancouver Island liegt etwa 10 km südlich von Nanaimo, im Regional District of Nanaimo. Westlich wird der Park vom Highway 1, dem Trans-Canada Highway, passiert, während im Norden der Highway 19, der Inland Island Highway, zum Duke Point Ferry Terminal liegt. Die dritte Seite des Dreiecks, in dem der Park liegt, wird von Nordost nach Südwest durch den Nanaimo River gebildet.
Bei dem Park, der am 11. Januar 1972 eingerichtet wurde, handelt es sich um ein Schutzgebiet der Kategorie III (Naturdenkmal).

## Historischer Bezug
Der Kohlebergbau auf Vancouver Island begann mit der Entdeckung reicher Kohlevorkommen durch die Hudson’s Bay Company im Jahr 1850 und war dann fast 100 Jahre lang die in der Region vorherrschende Industrie. Die Zeche Morden der Pacific Coast Coal Mines Company wurde um 1913 erbaut und war hauptsächlich zwischen 1914 und 1921 aktiv.
Von der ehemaligen Minenanlage sind neben dem Fördergerüst und den Verladeeinrichtungen noch die Ruinen von Nebengebäuden, einer Dampfanlage und einer Schmiede sowie die Überreste einer Strecke der Eisenbahnlinie, welche die Anlage mit dem Hafen verbanden, erhalten. Die Anlagen sind dabei ein frühes Beispiel für die Verwendung von Stahlbeton im Industriebau und das Fördergestell ist eines von nur noch zwei in Betonbauweise, die in Nordamerika noch erhalten sind.

## Tourismus
Besondere touristische Attraktion des Parks sind die Überreste der Morden Collier.